# Erythroxylum rotundifolium
Erythroxylum rotundifolium är en tvåhjärtbladig växtart som beskrevs av Lunan. Erythroxylum rotundifolium ingår i släktet Erythroxylum och familjen Erythroxylaceae. Inga underarter finns listade i Catalogue of Life.